# Ferreras del Puerto
Ferreras del Puerto es una localidad española del municipio de Valderrueda, en la provincia de León, comunidad autónoma de Castilla y León.
La iglesia está dedicada a San Antonio. La fiesta del pueblo se celebra el primer domingo de julio. El pueblo está situado a 1300 metros, siendo copiosas las nevadas de octubre a marzo.    
Cuenta con una base de Protección Civil de la Junta de Castilla y León.    

## Localidades limítrofes
Confina con las siguientes localidades:
- Al este con La Red de Valdetuéjar.
- Al sureste con Las Muñecas.
- Al sur con La Mata de Monteagudo.
- Al suroeste con Fuentes de Peñacorada.
- Al oeste con Ocejo de la Peña.

## Demografía
Evolución de la población
| Gráfica de evolución demográfica de Ferreras del Puerto entre 2000 y 2023 |
|                                                                           |
| Población de derecho (2000-2023) según el padrón municipal del INE        |

## Historia
Así se describe a Ferreras del Puerto (o de Valdetuéjar) en el tomo VIII del Diccionario geográfico-estadístico-histórico de España y sus posesiones de Ultramar, obra impulsada por Pascual Madoz a mediados del siglo XIX:

Lugar en la provincia y diócesis de León, partido judicial de Riaño, audiencia territorial y capitanía general de Valladolid, ayuntamiento de Renedo; Situado al pie de unos cerros; su clima es frío; sus enfermedades más comunes constipados, fiebres catarrales y tercianas. Tiene unas 60 casas; iglesia parroquial (Nuestra Señora del Rosario) servida por un cura de primer ascenso y presentación de Su Majestad en los meses apostólicos, y en los ordinarios del arcediano de Mayorga, dignidad de la iglesia catedral de León; cementerio en paraje ventilado; y buenas aguas potables. Confina N La Mata; E Las Muñecas; S Fuentes de Peñacorada, y O Verdiago. El terreno es de mediana calidad, y montuoso en su mayor parte. Los caminos dirigen a los pueblos limítrofes. Producciones: trigo, centeno, cebada, legumbres, hortaliza y pastos; cría ganado vacuno, cabrío y lanar; y caza mayor y menor. Población: 51 vecinos, 235 almas. Contribución: con el ayuntamiento.
Diccionario geográfico-estadístico-histórico de España y sus posesiones de Ultramar